# Табличка Венери Аммі-цадуки

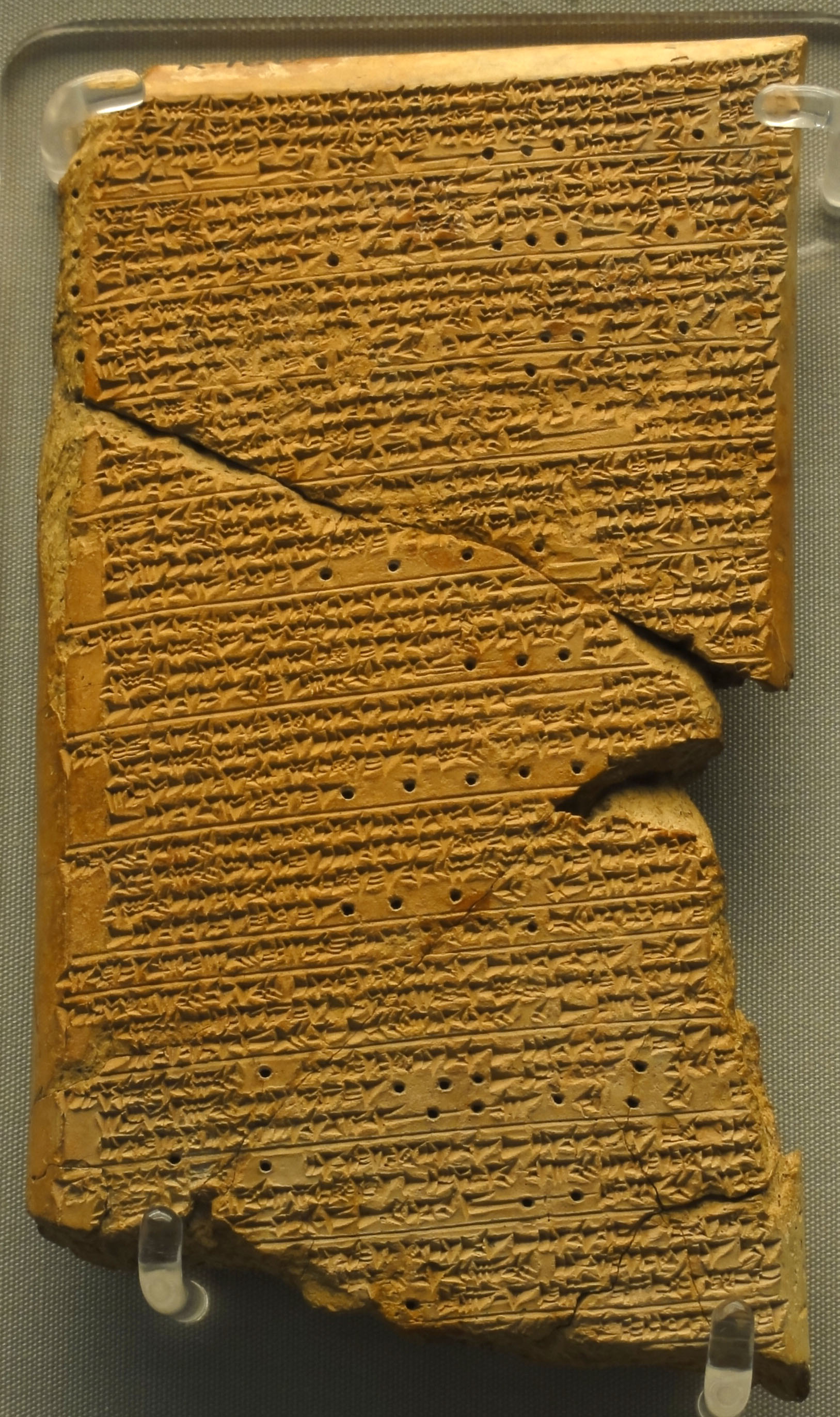
Табличка Венери Аммі-Цадуки. Неоассирійський період.

Табличка Венери Аммі-цадуки — це шістдесят третя скрижаль з серії Астрономічних знамень Енума Ану Енліль. Табличка записує геліактичні сходи та заходи планети Венера (Нінсіанна) за період у двадцять один рік.
Канонічна версія (І тис. до н. е.) поділена на чотири розділи та п'ятдесят дев'ять знамень. Розділ I (знамення 1 — 21) та Розділ III (знамення 34 — 37) стосуються пар першої та останньої видимості Венери. Розділ IV (знамення 38 — 59) є переформулюванням знамень з розділів I та III, але впорядкованих за місяцями. Розділ II (знамення 22 — 33) описує дати сходу та заходу Венери відповідно до періодичної схеми. «Ідеальна схема Венери» складається з періодів видимості (8 місяців і 5 днів) та періодів невидимості (3 місяці та 7 днів).
Текст зберігся на численних клинописних табличках у бібліотеці Ашшурбаніпала в Ніневії (VII ст. до н. е.). Одне знамення, ймовірно, запис про фактичне спостереження Венери, згадує «рік золотого трону». Цей вираз був ототожнений з назвою восьмого року правління царя Аммі-цадука з Першої династії Вавилону (1646—1626 рр. до н. е.). Вважалося, що інформація була вперше зібрана саме тоді, і тому табличка Венери вважалася важливим інструментом у дебатах щодо встановлення абсолютної хронології ІІ тис. до н. е. Протягом ХХ ст. було запропоновано кілька дат для початкових спостережень, що відповідають довгій, середній та короткій хронологіям (відповідно 1702, 1646 та 1582 рр. до н. е.).
Багато з копій таблички Венери, що залишилися, є фрагментарними, і було виявлено деякі пошкодження при копіюванні. Дані цієї таблички були поставлені під сумнів через численні неточності в тексті. Висновки, зроблені Гурзадяном, безумовно свідчать на користь ультракороткої хронології (згідно з цією схемою, падіння Першої династії Вавилона мало б відбутися близько 1551 р. до н. е.